# 澤孝子
澤 孝子（さわ たかこ、1939年8月14日 - 2022年5月21日）は、日本の浪曲師である。本名：加瀬 孝子、千葉県銚子市外川町出身。第17代日本浪曲協会会長。

## 来歴
澤孝子は、1939年8月、利根川近くの千葉県銚子市野尻で生まれ、太平洋戦争の暗雲漂う暗い世相の中で育った。戦時中の厳しい灯火管制の中、薄暗い電灯の下で澤が考えていたことは、子供心にこれからの時代は、女性でも自立した生活をしなければ、一生を通して悔いが残るのではないかという素朴な疑問であった。そして、何よりも、周りの人たちが皆そうしていたような「女は嫁に行って、嫁ぎ先の家風に従って生活をする」という、古風な生き方が出来ない女であることは、孝子自身が一番良く知っていた。
終戦後の1946年に椎柴村立椎柴小学校（現・銚子市立椎柴小学校）へ入学し、音楽担当の伊予先生と出会った。歌う事が好きで、芝居で役を演ずることも大好きだった澤は、伊予先生の音楽指導で才能が開花し、学芸会等ではオペレッタの劇中でプリマドンナ役を演ずることが多かった。
その後、幼少期からの自立した女性でありたいという思いから、父の勧めもあって1954年3月30日、落語浪曲の二代目廣澤菊春に入門した。師匠の菊春は、芸には特に厳しいことで知られた。戦後の混乱で日本中が貧しく食べ物が無い時代であり、修業中は空腹で何度も目を回し、倒れそうになった。しかし、浪曲は好きな道であり、空腹でも楽しかった日々として思い出されるという。
1954年6月6日、廣澤菊奴と名乗り、横須賀市立衣笠小学校にて初舞台を踏んだ。廣澤菊春一門会にて、『恋慕月夜』を口演した。1958年には年季明け。半年お礼奉公の後、師匠・廣澤菊春の妹弟子、梅中軒園子一行でさらに一年間修行。1959年から1961年までの3年間は、四代目天中軒雲月会一行に出方として加わり、芸を磨く。
1961年9月、澤孝子と改名し、三笠節子をマネージャーとして一座を結成。全国を巡業し、その名を広めていった。1973年には、NHK第一回浪曲新人コンクールで最優秀賞を受賞。また1982年には文化庁芸術祭優秀賞を獲得した。1977年には、大西信行作、神津善行音楽による、民音の創作浪曲『羅生門の盗賊たち』において「沙金」役で主演。また、2001年からは、小椋佳作曲・演出のミュージカルにレギュラー出演した。
2008年-2012年、日本浪曲協会会長を2期4年務めた。
現在の相三味線は佐藤貴美江（一門全ての曲師を務める）。
2022年5月10日の国立演芸場が生前最後の出演となった。
2022年5月21日、脳出血のため千葉県柏市の病院で死去。82歳没。関係者によれば同月19日、自宅で倒れていたところを親族によって発見され、病院へ搬送されたという。生涯独身であった。

## 人物・逸話等
- 日本の伝統芸能である浪曲を、次の世代に確実に伝えるため、日本浪曲協会の道場にて、三味線教室、舞踊、書道、「わかたけ塾（もぎたてカルテット）」等を指導し、若手の育成に尽力している。
- 日本浪曲協会会長としての抱負等として、「現代に息づく世相をとらえながら、走り過ぎず、遅れず、伝統を踏まえて浪曲をしっかりとアッピールしたい。次の世代へ「絆の深いマラソン・ランナー」の様に、しっかりと浪曲という襷をつないで行きたい。若手の育成に重点を置きます。」と述べている。
- 元スペイン・マドリード日本人学校校長、スペイン国立フェリペII世大学翻訳学部教授の加瀬忠は実弟。

## 主な受賞歴
- 1974年 - 第1回NHK浪曲新人コンクール最優秀賞受賞。
- 1982年 - 文化庁芸術祭優秀賞受賞。浪花家辰造との掛け合いで「じいさんばあさん」（原作：森鷗外、脚本：大西信行、三味線：浪花家りつ子、木村喜代子）を演じる。

## 作品
- 1954年 - 『恋慕月夜』（作：池上勇）
- 同年 - 『からかさ桜』（作：池上勇）
- 1955年 - 『一本刀土俵入り』（原作：長谷川伸、脚色：池上勇）
- 1956年 - 『竹の水仙』（作：池上勇）
- 1957年 - 『徂徠豆腐』（作：池上勇）
- 1958年 - 『絵姿女房』（作：秩父重剛）
- 1961年 - 『花のお七』（作：房前智光）
- 同年 - 『渡辺崋山』（作：房前智光）
- 1965年 - 『会津士魂 白虎隊』（作：秩父重剛）
- 1970年 - 『鼓の女』（作：飯山栄浄）
- 同年 - 『花の木曽殿』（作：飯山栄浄）、東芝EMIよりLPレコード発売。
- 1973年 - 『宵宮の太鼓、天竜唄しぐれ』（作：秩父重剛）
- 同年 - 初代春日井梅鶯との掛け合い、東芝EMよりLPレコード発売。
- 1974年 - 『からかさ桜』（作：池上勇、三味線：東家栄子、上野本牧亭）
- 1977年 - 創作浪曲『羅生門の盗賊たち』（作・演出：大西信行、音楽：神津善行）
- 同年 - 『姿三四郎恋暦』（原作：冨田常雄、脚本：池上勇、補綴：大西信行）
- 1978年 - さくら さくら『吉岡弥生先生伝』（作：大西信行）
- 1981年 - 『猫餅の由来』（作：池上勇）
- 同年 - 文化庁芸術祭参加作品『澤孝子挑むの会』（東家浦太郎、玉川福太郎、吉田光男との4人の掛け合い、脚本・演出：大西信行）
- 同年 - 『壷坂霊験紀』、国立演芸場にて。
- 同年 - 『千姫御殿』（作・脚本：内藤やす子）
- 1982年 - 文化庁芸術祭優秀賞受賞作品『じいさんばあさん』（浪花家辰造との掛け合い、原作：森鴎外、脚本：大西信行、三味線：浪花家りつ子、木村喜代子）
- 同年 - 『吉良上野介の妻』（作：金田達夫）
- 同年 - 『赤い夕日』（作：大西信行）
- 1985年 - 文化庁芸術祭参加作品『女人平家恋華経』（作：大西信行）
- 1986年 - 『岡野金右ェ門の恋』（作：大西信行）
- 同年 - 『澪つくし』（脚色：沼川淳）
- 1987年 - 『春よ来い』（作：長谷川勇、脚色：加瀬歌耕）
- 1988年 - 『一妙磨』（作：田中知学、脚本：大西信行）
- 同年 - 『こころ妻』（浪花三重唱、作：山本周五郎、脚本：大西信行）
- 1989年 - 『春日局』（作：大西信行）
- 同年 - 『お民の度胸』（脚本：大西信行）
- 1990年 - 『藤吉郎の花嫁』（二代重松作品より）
- 1991年 - 『日蓮上人』（東家燕大丞作品より、小松原　母　梅菊の蘇生）
- 1992年 - 『左甚五郎（蟹）』（池上勇）
- 1993年 - 『二十三年』（原作：山本周五郎、脚本：大西信行）
- 1994年 - 『滝の白糸』（作：大西信行）
- 同年 - 『雪おんな』（作：大西信行）
- 1995年 - 『出発』（作：大西信行）
- 同年 - 『別れ涙の花舞台』（作：湧井和夫）
- 1996年 - 浪花ぶし澤孝子の会第8回芸術祭参加『姿三四郎恋暦 二十三年』
- 1997年 - 『幽霊貸し家』（作：山本周五郎、脚本：大西信行）
- 1998年 - 『おとみ与三郎』（作：大西信行）
- 1999年 - 『矢田五郎右衛門 妻への手紙』（作：大西信行）
- 2000年 - 『大新河岸の母子河童』（原話：大内綾子、脚本：大西信行）
- 2003年 - 『十三夜』（原作：樋口一葉、脚本：大西信行）
- 2004年 - 『南総里見八犬伝』（原作：瀧沢馬琴、脚本：大西信行）
- 2005年 - 『万手姫恋慕（作：長谷川勇）
- 2006年 - 『酔月情話（作：大西信行）
- 2007年 - 『たけくらべ』（原作：樋口一葉、脚色：湧井和夫）
- 2008年 - 『いちしえの花の女』（作：大西信行）

## 弟子
- 澤順子
- 澤恵子 -（1947年7月23日[7] -  ) 1995年入門。本名は石塚恵子[7]、千葉県野田市出身[7]。2024年10月6日で引退[8]。
- 澤雪絵
- 三代目広沢菊春
- 広沢虎康